# Ann Putnam, Jr.
Ann Putnam conocida como Ann Putnam, Jr. (18 de octubre de 1679, Salem (hoy Danvers), Massachusetts-1716, Salem (hoy Danvers), Massachusetts) fue una de las principales acusadoras durante los Juicios de Salem, en la Nueva Inglaterra colonial. Era amiga de varias de las muchachas "afligidas" por brujas y en marzo de 1692 se proclamó afligida también ella misma. Fue la responsable de la acusación de 62 personas, de las cuales 20 resultaron ejecutadas y varias murieron en prisión.

## Antecedentes
Nacida el 18 de octubre de 1679 en Salem Village, como la mayor de los doce hijos de Thomas (1652-1699) y Ann (de soltera, Carr; 1661-1699) Putnam. Era prima de los generales Israel y Rufus Putnam. La acusadora Mercy Lewis era sirvienta en la casa de los Putnam y otra de ellas, Mary Walcott, era la mejor amiga de Ann.

## Después de los juicios
Fue una enferma crónica después de los juicios y terminó con una muerte prematura. Charles Wentworth Upham lo relaciona con la fuerte tensión física y nerviosa mantenidas durante las escenas de brujería, en salas abarrotadas y calientes, ante la mirada pública y la excitación general, siendo ella, al igual que su madre, de constitución frágil y delicada.
Cuando ambos padres murieron en 1699, Putnam quedó al cuidado de sus 9 hermanos supervivientes, el menor de pocos meses. Nunca se casó.
En 1706, Ann Putnam se disculpó públicamente por su papel en los juicios por brujería. Fue el único acusador que lo hizo:

Deseo ser humillada delante de Dios por esa triste y humilde providencia que sucedió a la familia de mi padre alrededor del año noventa y dos; Que yo siendo entonces en mi niñez, por medio de tal providencia de Dios, debería ser un instrumento para acusar a varias personas de crímenes penosos, por lo cual se les quitaron sus vidas, a quienes ahora tengo motivos justos y buenos para creer que eran personas inocentes. Y que fue una gran ilusión de Satán la que me engañó en aquel tiempo triste, por lo cual temo con razón haber sido el instrumento, con otros, aunque ignorante e involuntariamente, para traer sobre mí y esta tierra la culpa de la sangre inocente; Sin embargo, lo que dije o hice por mí contra cualquier persona, puedo verdadera y rectamente decir, ante Dios y los hombres, no lo hice de ninguna ira, malicia o mala voluntad contra cualquier persona, porque yo no tenía tal cosa contra ninguno de ellos; Pero lo que hice fue ignorante, siendo engañada por Satanás.

Y en particular, como yo era un instrumento principal en acusar a Rebecca Nurse y sus dos hermanas, deseo acostarme en el polvo, e imploro el perdón de Dios, y de todos a quienes he dado causa justa de dolor y ofensa, cuyas relaciones fueron quitadas o acusadas.

Las víctimas supervivientes y los familiares de los ejecutados, aceptaron la disculpa y se reconciliaron con ella.
Murió en 1716 y fue enterrada con sus padres en el cementerio del pueblo, en una tumba sin marcar. El testamento fue abierto el 29 de junio de 1716. En él se refiere a ocho hermanos supervivientes, dejando a sus 4 hermanos las tierras familiares y a sus 4 hermanas su patrimonio personal a dividir entre las cuatro.

## Ficción
En la obra teatral de Arthur Miller, El Crisol, inspirada en los juicios de Salem, ella es llamada Ruth, para evitar confusión con su madre Ann Putnam, Sr.